# Flat Rock (Ohio)
Flat Rock é um lugar designado pelo censo localizado no condado de Seneca no estado estadounidense de Ohio. No Censo de 2010 tinha uma população de 233 habitantes e uma densidade populacional de 430,44 pessoas por km².

## Geografia
Flat Rock encontra-se localizado nas coordenadas 41° 14′ 08″ N, 82° 51′ 33″ O. Segundo o Departamento do Censo dos Estados Unidos, Flat Rock tem uma superfície total de 0.54 km², da qual 0.54 km² correspondem a terra firme e (0%) 0 km² é água.

## Demografia
Segundo o censo de 2010, tinha 233 pessoas residindo em Flat Rock. A densidade populacional era de 430,44 hab./km². Dos 233 habitantes, Flat Rock estava composto pelo 97.85% brancos, o 1.29% eram afroamericanos, o 0.43% eram amerindios, o 0% eram asiáticos, o 0% eram insulares do Pacífico, o 0% eram de outras raças e o 0.43% pertenciam a duas ou mais raças. Do total da população o 2.15% eram hispanos ou latinos de qualquer raça.